# 加内特·吉努斯
加内特·吉努斯 MP /dʒɛnɪs/（1987年1月23日—），加拿大政治人物，自2015年起代表聯邦保守黨担任阿尔伯塔省舍伍德公园—萨斯喀彻温堡选区的众议员。 

## 早期生活
吉努斯出生于1987年，在阿爾伯塔省斯特拉斯科纳县长大，后来搬到渥太华卡爾頓大學就读，并于2010年2月获得公共事务与政策管理学士学位。在卡尔顿大学学习期间，他作为政治通讯员为舍伍德公园新闻报撰写专栏。吉努斯随后担任時任加拿大總理哈珀的助理以及前部长安布絲的顾问。2011年12月，吉努斯获得伦敦政治经济学院公共政策硕士学位。

## 政治生涯

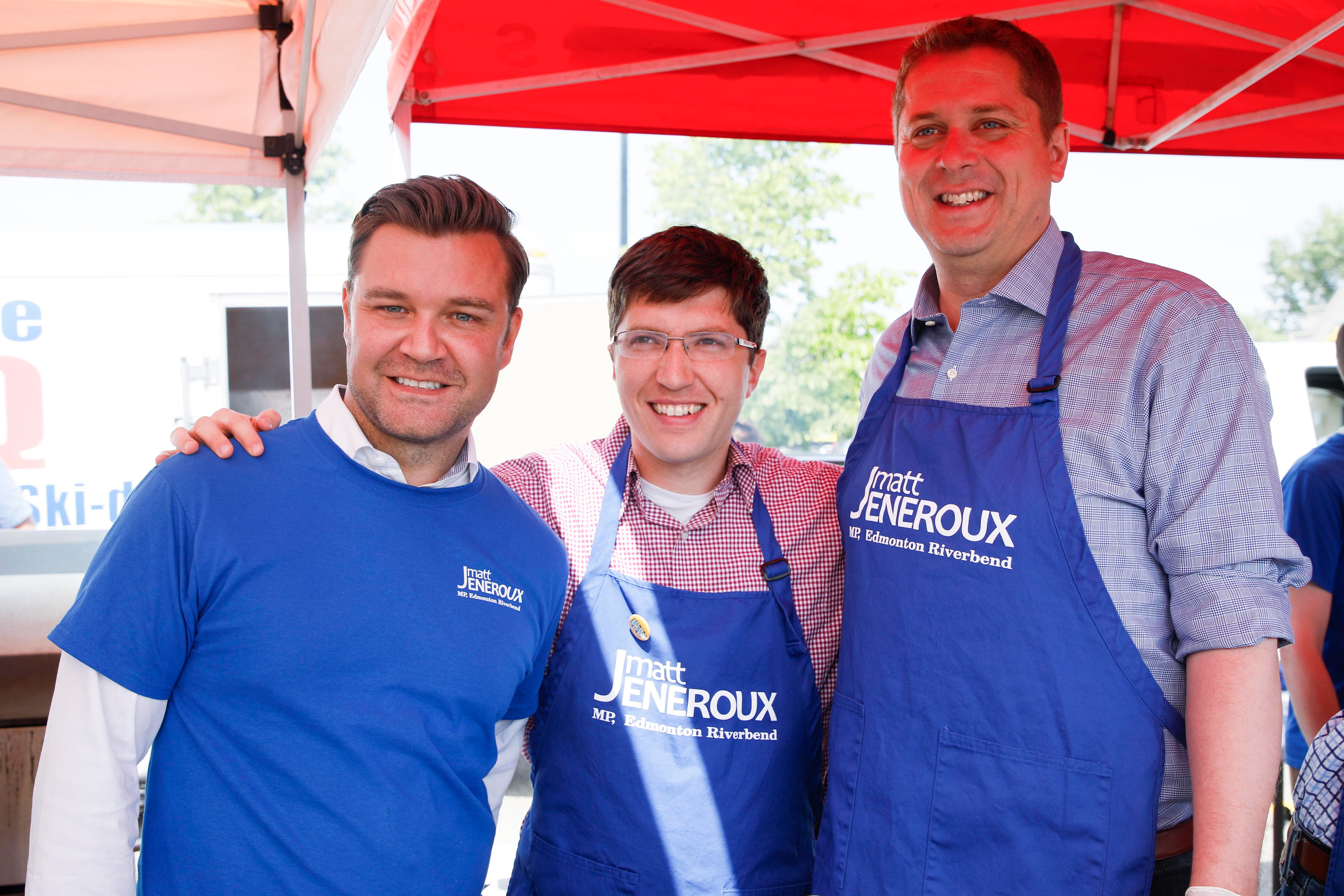
馬特·傑內魯、吉努斯和時任保守党黨魁安德魯·熙爾（2019年）

吉努斯作为野玫瑰党议员候选人参加了2012年阿尔伯塔省大选舍伍德公园选区的选举。他输给了阿尔伯塔省进步保守党候选人。
2014年3月，吉努斯宣布他有意争取在新成立的舍伍德公园—萨斯喀彻温堡选区参加2015年加拿大联邦大选的保守党提名，並于2014年11月获得提名。2015年10月19日，吉努斯赢得联邦选举，获得该选区64%的选票，成为该选区的国会众议员，但当时的執政保守党政府在选举中败给了聯邦自由党。他在2019年加拿大聯邦大選和2021年加拿大联邦大选連任。
2016年3月，吉努斯被《麦克林》杂志评为下议院最直言不讳的议员之一。2017年11月，根据下议院议员的投票，吉努斯被《麦克林》杂志评为年度议员。吉努斯是迄今为止该奖最年轻的获奖者。
吉努斯曾任众议院加中关系特别委员会委员，对华为对加拿大校园的影响表示担忧。吉尼斯反对任命鲍达民为加拿大驻华大使，他认为鲍达民过去曾为20多家中国国有企业提供咨询，这让他陷入利益冲突。2020年9月，吉努斯被保守党黨魁艾林·奧圖爾任命为影子国际发展和人权评議员。吉努斯现为众议院外交与国际发展常设委员会及众议院公民与移民常设委员会委员。
2024年9月，在国会质询期间保守党黨魁博勵治询问加拿大总理賈斯汀·杜魯多在参加联合国大会期间是否拜访了新官邸的总领事汤姆·克拉克 ，吉努斯对杜鲁多開玩笑的回答大喊“他在浴缸里和他们交往吗？”。杜鲁多辩称吉尼斯的言论带有恐同色彩，而吉努斯后来否认他无意表达性暗示。众议院议长格雷格·弗格斯在裁决中表示，他相信吉努斯“所说”的言论，即吉努斯的言论不带有恐同意图。尽管如此，弗格斯还是要求这位议员撤回他的言论，因为它“引发了混乱”。吉努斯随后撤回了他的言论，“以尊重议长的权威”。

## 个人生活
吉努斯与Rebecca Genuis结婚，育有六个孩子。 